# Бёвзен
Бёвзе́н (фр. Beuvezin) — коммуна во французском департаменте Мёрт и Мозель региона Лотарингия. Относится к кантону Коломбе-ле-Бель.

## География
Бёвзен расположен в 39 км к юго-западу от Нанси. Соседние коммуны: Трамонт-Эми и Трамон-Лассю на севере, Фекокур на северо-востоке, Гримонвиллер на востоке, Абонкур, Репель и Сен-Пранше на юге, Манонкур на юго-западе, Плёвзен и Вишере на западе.

## История
- На территории Бёвзена обнаружены следы галло-романского периода. В 1856 году в одном из гротов в окрестностях коммуны был обнаружен крупный клад, включавший несколько сотен древнеримских монет, который датируется 276 годом и связан, очевидно, с вторжением варваров.

## Демография
Население коммуны на 2010 год составляло 120 человек.
| 1962 | 1968 | 1975 | 1982 | 1990 | 1999 | 2010 |
| ---- | ---- | ---- | ---- | ---- | ---- | ---- |
| 155  | 153  | 152  | 140  | 126  | 125  | 120  |

## Достопримечательности
- Фонтаны и лавуары.
- Церковь XVIII века.